# Daniel Chorzempa
Daniel Walter Chorzempa (* 7. Dezember 1944 in Minneapolis, Minnesota; † 25. März 2023 in Florenz) war ein US-amerikanischer Organist.

## Musikalischer Werdegang
Im Alter von vier Jahren erhielt Chorzempa seinen ersten Klavierunterricht, mit sieben Jahren dazu auch Violinunterricht. Später begann er mit dem Orgelstudium und versah mit dreizehn Jahren kirchlichen Organistendienst. Als Siebzehnjähriger gab er Instrumentalunterricht an der  Universität von Minnesota, an der er 1971 mit einer Dissertation über Julius Reubke zum Dr. phil. promovierte. Danach studierte er an der Kölner Musikhochschule Cembalo, Klavier, Dirigieren und Komposition. 1970 trat er dem Kölner Studio für Elektronische Musik bei. Eine Reihe seiner Kompositionen auf diesem Gebiet, namentlich das Sonett, erregten internationales Interesse.
In aller Welt gab Chorzempa Klavier-, Orgel- und Cembalokonzerte. Seine Interpretationen der Werke von Franz Liszt trugen maßgeblich zur Renaissance von dessen Kompositionen in unserer Zeit bei und führten dazu, dass ihm als Erstem der Grand Prix du Disque von der Budapester Liszt-Gesellschaft verliehen wurde. Außerdem erhielt Chorzempa den Edison-Preis und den Deutschen Schallplattenpreis. Er verfügte über enorme technische Fähigkeiten und besaß ein phänomenales Gedächtnis; beständig war er an Fragen der Aufführungspraxis und stilistischer Aspekte interessiert.
Von 1994 bis 2013 war Chorzempa Universitätsprofessor für Orgel an der Universität Mozarteum Salzburg.

## Preise
- Deutscher Schallplattenpreis
- Edison Award
- Franz-Liszt-Preis